# Kadışehri
Kadışehri est une ville et un district de la province de Yozgat dans la région de l'Anatolie centrale en Turquie.